# 馬希崇
馬 希崇（ば きすう）は、十国楚の第6代（最後）の王。武穆王馬殷の子。

## 生涯
天福12年（947年）、文昭王馬希範が死去すると兄弟の仲で最年長であった三十兄の馬希萼を排除し、三十五弟の馬希広が諸将により擁立された。これを父王が定めた兄弟相続の遺訓違反と反対し、馬希萼擁立を企てる。
乾祐3年（950年）、馬希萼は原住民勢力と結託し馬希広を攻撃、同時に南唐に対し臣下を称し、潭州攻撃の援軍を要請した。馬希広は討伐軍を派遣するが大敗、馬希萼は順天王を自称し潭州を包囲、守備隊への投降を促し遂に潭州を占拠した。馬希広は捕らえられ、しばらく後に自殺を命じられている。即位した馬希萼は政務を馬希崇に一任し、その馬希崇も部下に一任するなどの国内政治の混乱が見られ、また士卒に対する恩賞も限定的であったことから軍の離反が発生した。
保大9年（951年）、徐威らが叛乱を起こし、馬希萼を衡山県に軟禁、馬希崇が即位することとなる。即位後は酒色に溺れ民心を失った統治を行った。このような政治的な混乱の中、楚国内には派閥抗争が発生し、また南唐も楚への進出を狙っていた。徐威らは馬希崇を殺害し国内の建て直しを企てたが、政変を事前に察知した馬希崇は南唐の保護を求め、この要請を容れ南唐より辺鎬が進駐し、馬希崇は家族と共に投降、ここに楚は滅亡した。
滅亡後馬氏は南唐に遷され、馬希崇は永泰軍節度使に封じられ揚州に居住した。保大14年（956年）、後周が南唐を攻撃し揚州を含淮南地域を占拠すると、馬氏は後周の都城の開封に遷され、馬希崇は羽林統軍に任じられている。
この記録を最後に、史書から馬希崇は姿を消している。